# Musina (gmina)
Musina – gmina w Republice Południowej Afryki, w prowincji Limpopo, w dystrykcie Vhembe. Siedzibą administracyjną gminy jest Musina.